# Dendi (Ethnie in Westafrika)
Die Dendi (auch: Dandawa, Dandi, Dendawa) sind eine ethnische Gruppe aus der gleichnamigen Grenzregion Dendi in Benin, Niger und Nigeria.
Die Dendi umfassen aus dem 1591 untergegangenen Songhaireich zugewanderte Songhai und schon länger ansässige Tyenga, die eine gemeinsame Sprache auf Songhai-Basis, das Dendi, teilen. Die Identität als Dendi ist unabhängig von der Zugehörigkeit zu einem der modernen Nationalstaaten. Während die von Songhai abstammenden Dendi traditionell die politische Herrschaft innehatten, dominierten die von Tyenga abstammenden Dendi die vorislamischen religiösen Kulte und die Verwaltung des Bodens und der natürlichen Ressourcen.
Der ethnischen Gruppe gehören mit Stand 1996 etwa 100.000 Personen an. Anfang der 1930er Jahre lebten Schätzungen zufolge 20.000 Dendi in Nord-Dahomey (Benin) und 10.000 Dendi in Niger. Die Dendi sind fast ausschließlich Muslime und können klar von den Bariba-Muslimen, ihren Nachbarn, unterschieden werden. Sie arbeiten traditionell als (Wander-)Händler und in großer Zahl in der Subsistenzlandwirtschaft.

## Bekannte Dendi
- Tahirou Congacou (1913–1994), dahomeischer Politiker